# 500 PS
500 PS ist ein Lied des deutschen Rappers Bonez MC und des österreichischen Rappers RAF Camora. Es erschien am 3. August 2018 als erste Singleauskopplung ihres zweiten Kollaboalbums Palmen aus Plastik 2.

## Hintergrund
500 PS wurde am 3. August 2018 als erste Single des Albums Palmen aus Plastik 2 als Download zum Streaming veröffentlicht. Die Komposition zu 500 PS beinhaltet ein verlangsamtes Sample des Liedes Freestyler der finnischen Elektro-Hip-Hop-Gruppe Bomfunk MC’s.

## Musikvideo
Das Musikvideo zu 500 PS wurde mit einem Budget von 200.000 Euro unter der der Regie von Shaho Casado gedreht und erschien aufgrund einer defekten Festplatte erst am 11. August 2018.
Das auf YouTube veröffentlichte Video wurde ein kommerzieller Erfolg und erreichte bisher mehr als 147 Millionen Aufrufe (Stand: Juni 2025).

## Mitwirkende
| Liedproduktion - Raphael Ragucci: Komponist, Liedtexter - John-Lorenz Moser: Liedtexter - David Kraft: Komponist - Tim Wilke: Komponist - Jonas Lang: Abmischung - Lex Barkey: Mastering | Musikvideo - Shaho Casado: Regisseur - The Flagship: VFX Unternehmen - Vertigo Berlin: Musiklabel - 187 Strassenbande: Musiklabel - Universal Music Group: Vertrieb |

## Preise
- Das Musikvideo zu 500 PS war bei den Hiphop.de Awards 2018 als „Bestes Video national“ nominiert, hier gewann letztlich Fler mit Highlevel Ignoranz.[5]
- Bei der Amadeus-Verleihung 2019 wurden Bonez MC und RAF Camora mit dem Lied in der Kategorie „Song des Jahres“ nominiert, mussten sich jedoch Cordula Grün von Josh. geschlagen geben.[6]
- Bei den Hype Awards 2019 gewann die Single in der Kategorie „Hype Song“.[7]

## Kommerzieller Erfolg

### Chartplatzierungen
500 PS stieg in Deutschland zunächst am 10. August 2018 auf Platz drei in die Singlecharts ein und erreichte nach der Albumveröffentlichung die Spitzenposition. Der Song konnte sich 14 Wochen in den Top 10 sowie 77 Wochen in den Charts platzieren, womit er zu den am längsten platzierten Singles zählt. Für beide Interpreten wurde das Stück zum zweiten Nummer-eins-Hit in Deutschland, nachdem die nach 500 PS veröffentlichte dritte Single des Albums, Kokain, auf der Chartspitze einstieg. Das Produzenten-Duo The Cratez platzierte bereits die neunte Nummer-eins-Single in Deutschland. Auch in Österreich debütierte die Single auf Platz drei der Hitparade und stieg im September 2018 auf Position zwei auf. In der Schweizer Hitparade erreichte der Song in der ersten Woche mit Platz vier seine höchste Notierung. In Österreich und der Schweiz konnte sich bis heute keine Single der beiden länger in den Charts platzieren.
In den deutschen Single-Jahrescharts 2018 erreichte das Lied Position 16, in Österreich Rang fünf und in der Schweiz Rang 54. Auch in den Single-Jahrescharts 2019 war 500 PS vertreten, auf Platz 17 in Deutschland und Position elf in Österreich.
| ChartsChartplatzierungen | Höchstplatzierung | Wochen |
| ------------------------ | ----------------- | ------ |
| Deutschland (GfK)        | 1 (77 Wo.)        | 77     |
| Österreich (Ö3)          | 2 (81 Wo.)        | 81     |
| Schweiz (IFPI)           | 4 (37 Wo.)        | 37     |

| ChartsJahrescharts (2018) | Platzierung |
| ------------------------- | ----------- |
| Deutschland (GfK)         | 16          |
| Österreich (Ö3)           | 5           |
| Schweiz (IFPI)            | 54          |

| ChartsJahrescharts (2019) | Platzierung |
| ------------------------- | ----------- |
| Deutschland (GfK)         | 17          |
| Österreich (Ö3)           | 11          |

| ChartsJahrescharts (2010–2019) | Platzierung |
| ------------------------------ | ----------- |
| Österreich (Ö3)                | 4           |

Auf der Streaming-Plattform Spotify verzeichnet das Lied bisher mehr als 268 Millionen Streams (Stand: März 2025), womit es Platz sechs der meistgestreamten deutschsprachigen Lieder auf Spotify belegt.

### Auszeichnungen für Musikverkäufe
In Deutschland wurde der Song zunächst 2018 mit einer Goldenen Schallplatte ausgezeichnet, bevor er im Jahr 2019 Platin- und schließlich im Juni 2022 Diamant-Status erreichte. Mit über einer Million verkauften Einheiten gehört 500 PS nicht nur zu den meistverkauften Rapsongs in Deutschland, sondern allgemein zu den meistverkauften Singles des Landes. In Österreich wurde das Lied 2018 mit einer Platin-Schallplatte für mehr als 30.000 Verkäufe ausgezeichnet.
| Land/Region        | Auszeichnungen für Musikverkäufe (Land/Region, Auszeichnung, Verkäufe) | Verkäufe  |
| ------------------ | ---------------------------------------------------------------------- | --------- |
| Deutschland (BVMI) | Diamant                                                                | 1.000.000 |
| Österreich (IFPI)  | Platin                                                                 | 30.000    |
| Insgesamt          | 1× Platin · 1× Diamant ·                                               | 1.030.000 |